# Apia (cràter marcià)
Apia és un cràter d'impacte del planeta Mart situat a 37° 16′ 48″ S, 89° 1′ 12″ E. L'impacte va causar una obertura de 10.5 quilòmetres de diàmetre en la superfície del quadrangle MC-28 del planeta. El nom va ser aprovat el 1991 per la Unió Astronòmica Internacional en honor de la ciutat d'Apia, capital de (Samoa).